# (3849) Incidentia
(3849) Incidentia (1984 FC) – planetoida z pasa głównego asteroid okrążająca Słońce w ciągu 3,9 lat w średniej odległości 2,47 j.a. Odkrył ją Edward Bowell 31 marca 1984 roku.